# Cantone di Cadillac
Il Cantone di Cadillac era una divisione amministrativa dell'arrondissement di Langon.
A seguito della riforma approvata con decreto del 20 febbraio 2014, che ha avuto attuazione dopo le elezioni dipartimentali del 2015, è stato soppresso.

## Composizione
Comprendeva i comuni di:
- Béguey
- Cadillac
- Capian
- Cardan
- Donzac
- Gabarnac
- Langoiran
- Laroque
- Lestiac-sur-Garonne
- Loupiac
- Monprimblanc
- Omet
- Paillet
- Rions
- Sainte-Croix-du-Mont
- Villenave-de-Rions